# Брюзля
Брюзля — река в России, протекает в Бардымском районе Пермского края. Устье реки находится в 7,2 км по левому берегу реки Большая Нюню. Длина реки составляет 12 км.
Река берёт начало в лесах в южной части Тулвинской возвышенности в 18 км к востоку от райцентра, села Барда. Течёт на юго-запад. В среднем течении протекает село Брюзли. Впадает в Большую Нюню напротив деревни Сюзянь.

## Данные водного реестра
По данным государственного водного реестра России относится к Камскому бассейновому округу, водохозяйственный участок реки — Кама от Камского гидроузла до Воткинского гидроузла, речной подбассейн реки — бассейны притоков Камы до впадения Белой. Речной бассейн реки — Кама.
По данным геоинформационной системы водохозяйственного районирования территории РФ, подготовленной Федеральным агентством водных ресурсов:
- Код водного объекта в государственном водном реестре — 10010101012111100014738
- Код по гидрологической изученности (ГИ) — 111101473
- Код бассейна — 10.01.01.010
- Номер тома по ГИ — 11
- Выпуск по ГИ — 1